# Darod

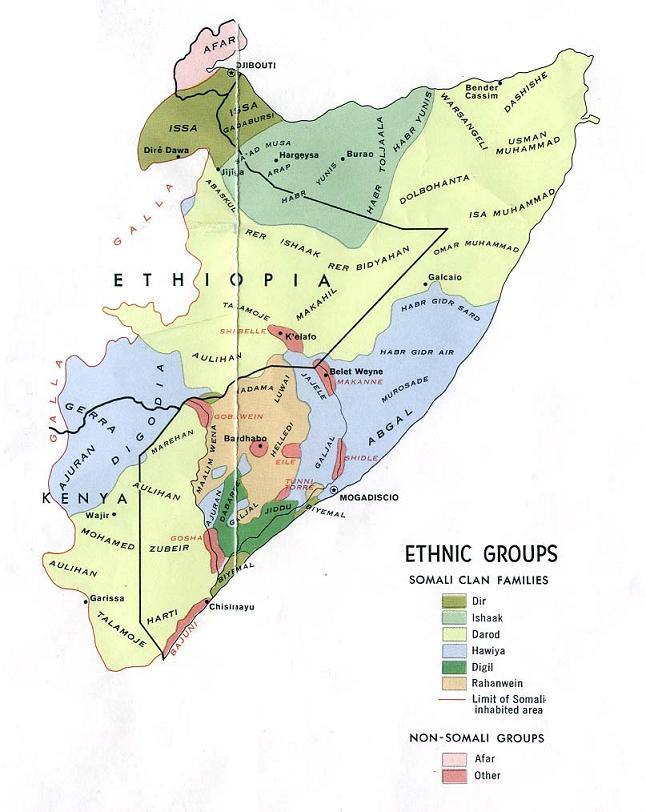
Karte des von Somali bewohnten Gebietes mit den verschiedenen Clans; die Darod-Gebiete in hellem Ocker.

Die Darod (Somali: Daarood, teilweise auch Banu Dawud genannt) sind ein Clan der Somali. Sie machen etwa 20 bis 25 % der Bevölkerung Somalias aus. Je nach Quelle werden die Darod oder die Hawiya als zahlenmäßig größter Somali-Clan angegeben.
Sie leben vorwiegend im Nordosten Somalias in der Region am Horn von Afrika (Puntland), in der äthiopischen Somali-Region (Ogaden) sowie in Jubaland und dem angrenzenden Nordosten Kenias. Unterclans der Darod sind u. a.
- Harti
  - Reer-Darwiish (Reer Darawiish)
  - Warsangeli
  - Majerteen
  - Dashiishe
- Ogadeni
- Marehan
- Awrtable
- Leelkase
- Jidwaaq

Stammvater der Darod soll der muslimische Patriarch Scheich Daarood Jabarti gewesen sein, der nach dem Jahr 1000 die einheimische Patriarchentochter Doombira Dir heiratete.

## Bekannte Darod
- Waris Dirie (* 1965 in der Region von Gaalkacyo, Somalia), Model, Bestseller-Autorin und Menschenrechtsaktivistin
- Mohammed Abdullah Hassan (1856–1920), Aufstandsführer gegen Briten, Italiener und Äthiopier Anfang des 20. Jahrhunderts

- Abdirashid Ali Shermarke (1919–1969), erster Premierminister, Präsident 1967–1969
- Siad Barre (1919–1995), Präsident und Diktator Somalias von 1969 bis 1991
- Siad Hersi, Schwiegersohn Barres, Kriegsherr im somalischen Bürgerkrieg
- Abdullahi Yusuf Ahmed (1934–2012), Präsident der Übergangsregierung Somalias 2004–2008
- Omar Abdirashid Ali Sharmarke (* 1960), Premierminister 2009–2010 und 2014–2017